# Seznam predsednikov Katalonije
Seznam predsednikov Katalonije.
1. Berenguer de Cruïlles 1359—1362
2. Romeu Sescomes 1363—1364
3. Ramon Gener 1364—1365
4. Bernat Vallès 1365

Bernat Vallès 1365—1367
Romeu Sescomes 1375—1376
5. Joan I d'Empúries 1376
6. Guillem de Guimerà 1376—1377
7. Galceran de Besora 1377—1378

Ramon Gener 1379—1380
8. Felip d'Anglesola 1380
9. Pere de Santamans 1381—1383
10. Arnau Descolomer 1384—1389
11. Miquel de Santjoan 1389—1396
12. Alfons de Tous 1396—1413
13. Marc de Vilalba 1413—1416
14. Andreu Bertran 1416—1419
15. Joan Desgarrigues 1419—1422
16. Dalmau de Cartellà 1422—1425
17. Felip de Malla 1425—1428
18. Domènec Ram 1428—1431

Marc de Vilalba 1431—1434
19. Pere de Palou 1434—1437
20. Pere de Darnius 1437—1440
21. Antoni d'Avinyó i de Moles 1440—1443
22. Jaume de Cardona i de Gandia 1443—1446
23. Pero Ximénez de Urrea 1446—1449
24. Bertran Samasó 1449—1452
25. Bernat Guillem Samasó 1452—1455
26. Nicolau Pujades 1455—1458
27. Antoni Pere Ferrer 1458—1461
28. Manuel de Montsuar 1461—1464
29. Francesc Colom 1464—1467
30. Ponç Andreu de Vilar[[1467—1470
31. Miquel Samsó 1470—1473
32. Joan Maurici de Ribes 1473—1476
33. Miquel Delgado 1476—1478
34. Pere Joan Llobera 1478—1479
35. Berenguer de Sos 1479—1482
36. Pere de Cardona 1482—1485

Ponç Andreu de Vilar 1485—1488
37. Juan Payo Coello 1488—1491
38. Joan de Peralta 1491—1494
39. Francí Vicenç 1494—1497
40. Pedro de Mendoza 1497—1500
41. Alfons d'Aragó 1500—1503
42. Ferrer Nicolau de Gualbes i Desvalls 1503—1504
43. Gonzalo Fernández de Heredia 1504—1506
44. Lluís Desplà i d'Oms 1506—1509
45. Jordi Sanç 1509—1512
46. Joan d'Aragó 1512—1514
47. Jaume Fiella 1514—1515
48. Esteve de Garret 1515—1518
49. Bernat de Corbera 1518—1521
50. Joan Margarit i de Requesens 1521—1524
51. Lluís de Cardona i Enríquez 1524—1527
52. Francesc de Solsona 1527—1530
53. Francesc Oliver de Boteller 1530—1533
54. Dionís de Carcassona 1533—1536
55. Joan Pasqual 1536—1539
56. Jeroni de Requesens i Roís de Liori 1539—1542
57. Miquel Puig 1542—1545
58. Jaume Caçador 1545—1548
59. Miquel d'Oms i de Sentmenat 1548—1551
60. Onofre de Copons i de Vilafranca 1551—1552
61. Miquel de Ferrer i de Marimon 1552
62. Joan de Tormo 1552—1553
63. Miquel de Tormo 1553—1554
64. Francesc Jeroni Benet Franc 1554—1557
65. Pere Àngel Ferrer i Despuig 1557—1559
66. Ferran de Lloances i Peres 1559—1560

Miquel d'Oms i de Sentmenat 1560—1563
67. Onofre Gomis 1563—1566
68. Francesc Giginta 1566—1569
69. Benet de Tocco 1569—1572
70. Jaume Cerveró 1572—1575
71. Pere Oliver de Boteller i de Riquer 1575—1578

Benet de Tocco 1578—1581
72. Rafael d'Oms 1581—1584
73. Jaume Beuló 1584

Pere Oliver de Boteller i de Riquer 1584—1587
74. Martí Joan de Calders 1587
75. Francesc Oliver de Boteller 1587—1588
76. Jaume Caçador i Claret 1590—1593
77. Miquel d'Agullana 1593—1596

Francesc Oliver de Boteller 1596—1598
78. Francesc Oliveres 1598—1599
79. Jaume Cordelles i Oms 1599—1602
80. Bernat de Cardona i de Queralt 1602—1605
81. Pere Pau Caçador i d'Aguilar—Dusai 1605—1608
82. Onofre d'Alentorn i de Botella 1608—1611
83. Francesc de Sentjust i de Castre 1611—1614
84. Ramon d'Olmera i d'Alemany 1614—1616
85. Miquel d'Aimeric 1616—1617
86. Lluís de Tena 1617—1620
87. Benet Fontanella 1620—1623
88. Pere de Magarola i Fontanet 1623—1626
89. Francesc Morillo 1626—1629
90. Pere Antoni Serra 1629—1632
91. Esteve Salacruz 1632
92. García Gil de Manrique y Maldonado 1632—1635
93. Miquel d'Alentorn i de Salbà 1635—1638
94. Pau Claris i Casademunt 1638—1641
95. Josep Soler 1641
96. Bernat de Cardona i de Raset 1641—1644
97. Gispert d'Amat i Desbosc de Sant Vicenç 1644—1647
98. Andreu Pont 1647—1650
99. Pau del Rosso 1650—1654
100. Francesc Pijoan 1654—1656
101. Joan Jeroni Besora 1656—1659
102. Pau d'Àger 1659—1662
103. Jaume de Copons i de Tamarit 1662—1665
104. Josep de Magarola i de Grau 1665—1668
105. Joan Pagès i Vallgornera 1668—1671
106. Josep de Camporrells i de Sabater 1671—1674
107. Esteve Mercadal i Dou 1674—1677
108. Alfonso de Sotomayor 1677—1680
109. Josep Sastre i Prats 1680—1683
110. Baltasar de Muntaner i de Sacosta 1683—1686
111. Antoni de Saiol i de Quarteroni 1686—1689
112. Benet Ignasi de Salazar 1689—1692
113. Antoni de Planella i de Cruïlles 1692—1695
114. Rafael de Pinyana i Galvany 1695—1698
115. Climent de Solanell i de Foix 1698—1701
116. Josep Antoni Valls i Pandutxo 1701

Antoni de Planella i de Cruïlles 1701—1704
117. Francesc de Valls i Freixa 1704—1705
118. Josep Grau 1706—1707
119. Manuel de Copons i d'Esquerrer 1707—1710
120. Francesc Antoni de Solanell i de Montellà 1710—1713
121. Josep de Vilamala 1713—1714
122. Francesc Macià i Llussà (ERC) 1932—1933
123. Lluís Companys i Jover (ERC) 1933—1940
124. Josep Irla i Bosch (ERC) 1940—1954
125. Josep Tarradellas i Joan (ERC) 1954—1980
126. Jordi Pujol i Soley (CiU) 1980—2003
127. Pasqual Maragall i Mira (PSC) 2003—2006
128. José Montilla (PSC) 2006—2010
129. Artur Mas (CiU) 2010—2016
130. Carles Puigdemont (JxSí) 2016—2017/18
131. Quim Torra 2018—2021
132. Pere Aragonès 2021—danes